# أدب تاميلي

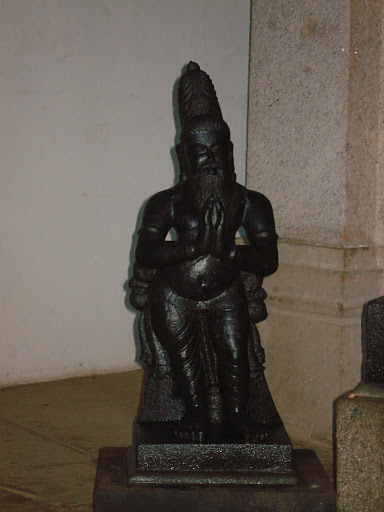
الحكيم (السيخ) أغاستيا، الرئيس الأول لمجالس التاميل السنغمي، في مادوراي بمملكة بانديا. تمثال في معبد تاميل تاي، في كاريكودي بولاية تاميل نادو

يشير مصطلح أدب تاميلي (بالتاميلية: தமிழ் இலக்கியம்) إلى الأدب المكتوب بالتاميلية. للأدب التاميلي تراث أدبي غنيّ يمتدّ لأكثر من ألفي سنة. تعرض الأعمال الأقدم تواجدًا علامات النضج كاشفةً عن فترة أطول من التطور. ينتمي أغلب المشاركون في الأدب التاميلي إلى شعب التاميل من جنوب الهند الذي يشمل حاليًّا ولايتي تاميل نادو وكيرالا والتاميليون السريلانكيون من سريلانكا، ومن الشتات التاميلي حول العالم. يرافق تاريخ الأدب التاميلي تاريخَ ولاية تاميل نادو، بشكل أقرب الاتجاهات الاجتماعية والسياسية والثقافية لمختلف الفترات الزمنية. فيما يحتوي الأدب السنغمي القديم بدءًا من القرن الثاني قبل الميلاد، مختارات من مختلف القصائد التي تتناول العديد من جوانب الحياة، بما فيها الحب والحرب والقيم الاجتماعية والدين. تعقب هذه الجوانب الأدب الملحمي والأخلاقي، الذي تداوله الكتّاب الهندوس والجاينيون والبوذيون، ودام حتى القرن الخامس. بشّرت القصائد التعبّدية التي كتبها النايانماريون (حكماء الشيفية)، والأزفاريون (حكماء الفايشنافية) بين القرنين السادس والثاني عشر بحركة بهاكتي التي اجتاحت فيما بعد كافة أشباه القارات الهندية. أُلّفت بضع من أروع الكلاسييات الأدبية التاميلية في هذه الحقبة مثل الملحمتين كامبارامايانام(Kambaramayanam) وبيريا بيورانام(Periya Puranam) ، كما رعت السلالتين كولا(Chola) وبانديا (Pandya) الحاكمتين العديد من القصائد الشعرية. شهدت فترة العصور الوسطى المتأخرة العديد من الأعمال الأدبية الصغيرة المتنوعة ومساهمات من قبل عدد قليل من المؤلفين المسلمين والأوروبيين.
حدث إحياء للأدب التاميلي في أواخر القرن التاسع عشر عندما كتبت أعمال دينية وفلسفية بأسلوب جعل من السهل استمتاع عامة الناس بها. بدأت الحركة الأدبية التاميلية الحديثة مع الكاتب سوبرامانيا باراتي (Subramania Bharathi)، وهو شاعر وكاتب قومي هندي، وسرعان ما تبعه العديد ممن بدؤوا استخدام قوة الأدب في التأثير بالجموع. ومع توسع معارف القراءة والكتابة، بدأ النثر التاميلي بالازدهار والنضج. كما بدأت القصص القصيرة والروايات بالظهور. وتطوّر النقد الأدبي التاميلي المعاصر، بالإضافة إلى تفاعل شعبية السينما التاميلية مع الأدب التاميلي بالعديد من الطرق المثرية.

## العصر السنغمي

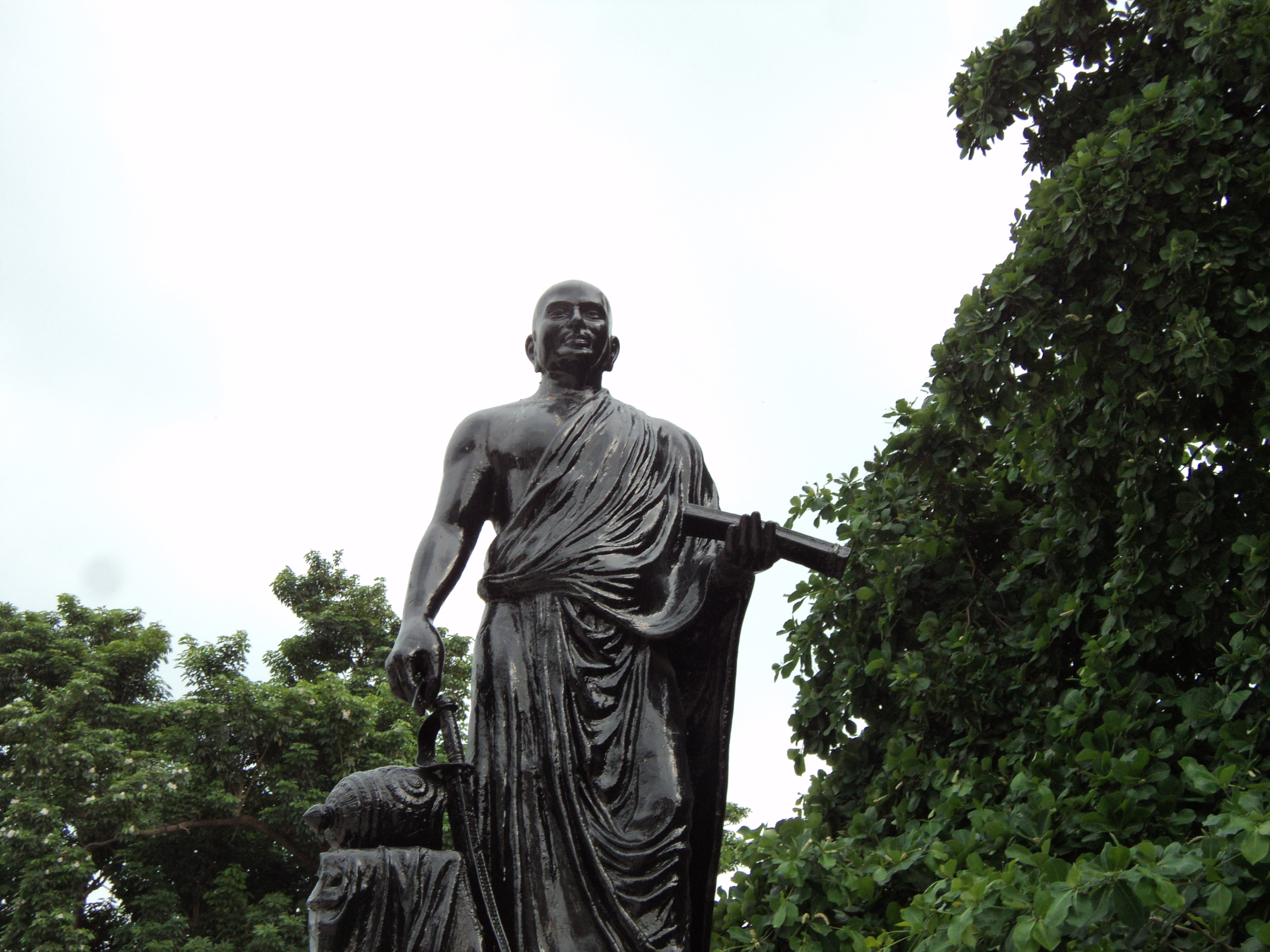
إليانغو أديغال سنة 100 من الميلاد، الذي كتب سالاباتيكارام إحدى الملاحم الخمس العظيمة

يشمل الأدب السنغمي أحد أقدم موجودات الأدب التاميلي، الذي يتعاطى مع الحب والتقاليد والحرب والحكم والتجارة والنهب. لسوء الحظ فقد ضاع معظم الأدب التاميلي الذي ينتمي إلى الفترة السنغمية. أمّا الأدب المتواجد حاليًّا من هذه الفترة قد يكون مجرّد بقايا ثروة المواد (الأدبية) المنتجة خلال هذا العهد الذهبي من الحضارة التاميلية. قُسّم الأدب المتوفّر من هذه الحقبة في العصور القديمة بصورة عامّة إلى ثلاثة أقسام تقريبًا وفقًا للتسلسل الزمني. وهي كالتالي: سلسلة المختارات الثمانية عشر الأساسية تضمّ المختارات الثمانية وعشرة كتب من القصائد الرعوية والملاحم الخمسة العظيمة. كما يؤرّخ الـ تولكابيام (Tolkaappiyam) وهو تفسير للقواعد والصوتيات والنظرية الشعرية إلى هذه الحقبة.
يعتبر التاميليون العصر السنغمي عهدًا ذهبيًّا للغة التاميلية. وهو العهد الذي حكم بلد التاميل ثلاثة سلالات ملوك متوّجين من سلالات شيرا (Cheras) وبانديا (Pandyas) والكولا (Cholas) الحاكمة. كانت البلاد تنعم بالسلام دون أخطار خارجية كبيرة. لم تؤثر فتوحات أسوكا (Asoka) على بلاد التاميل وإنما استطاع الناس الانغماس في الممارسات الأدبية. كان بين الشعراء وحاكميهم علاقة أكثر عفوية مما يمكن تخليله في الأزمنة اللاحقة.
لم يكن كتاب تولكابيام محض كتاب مدرسي لقواعد التاميل معطيًا تصاريف الكلمات وبناء الجمل وإنما بالإضافة إلى ذلك شمل تصنيفًا للبيئات والحيوانات والنباتات والكائنات البشرية. كان النقاش حول المشاعر الإنسان وتفاعلاته مهمًا بشكل خاص.
قُسِّم كتاب التولكابيام إلى ثلاثة أقسام: قواعد الكتابة، وعلم أصول الكلمات، والبورول. فيما يساعد أول قسمين من التولكابيام في جمع قوانين اللغة وتنسيقها، يشير القسم الأخير (بورول) إلى الناس وسلوكهم. تساعد القواعد في نقل الرسالة الأدبية عن السلوك البشري، واتحاد اللغات مع ناسها بشكل مميز.

## فترة ما بعد السنغام

### العصر التعليمي أو التوجيهي

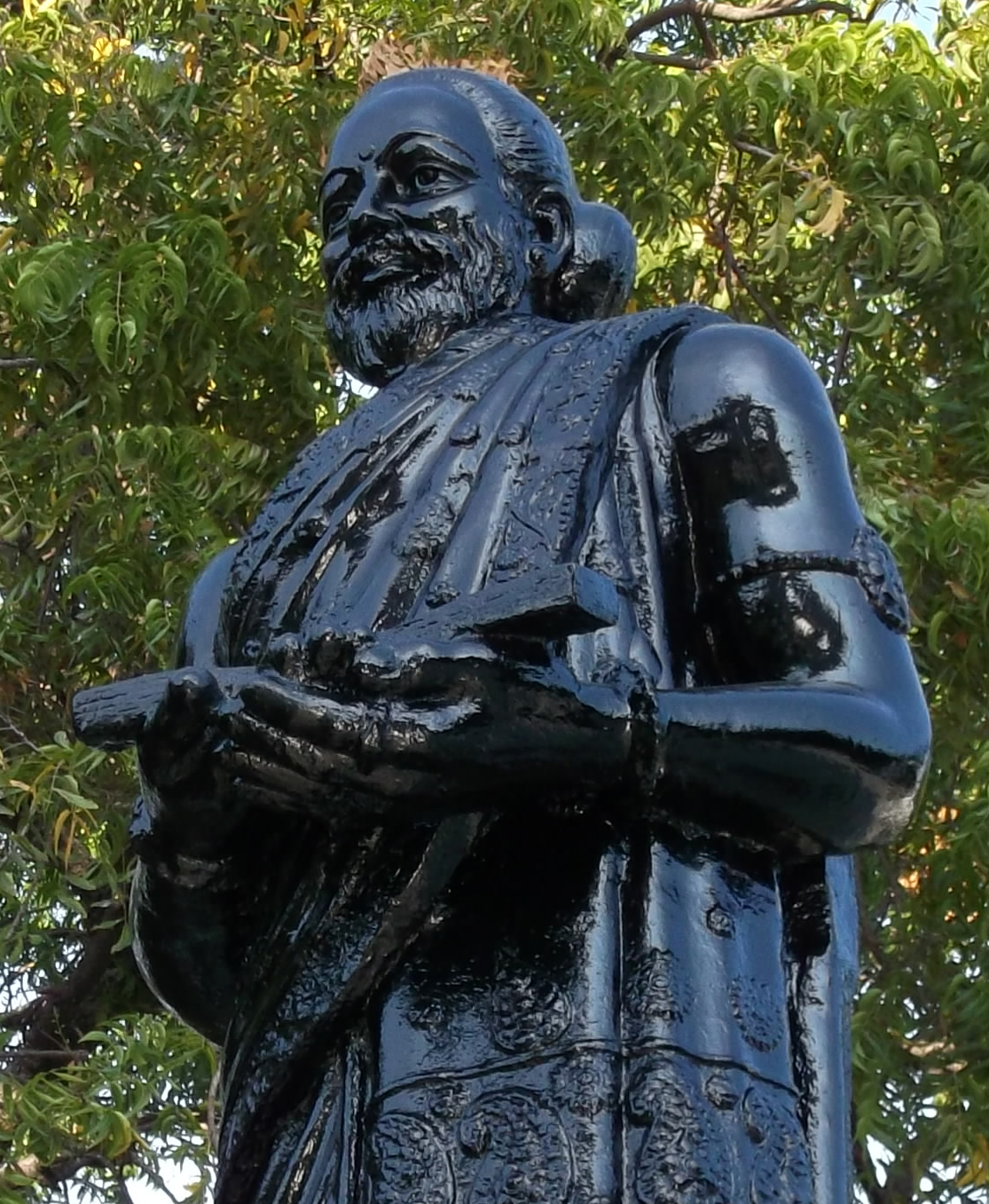
كامبار سنة 1100 من الميلاد كاتب رامايانام

شهدت العصور الثلاث التالية للعصر السنغمي ازدياد استخدام الكلمات السنسكريتية، بسبب غزو الأريانيين من الشمال. استبدل الغازون عددًا من الكلمات والمصطلحات المتعلّقة بالأخلاق والفلسفة والدين عند التاميل. بالمحصلة، تحتوي التاميلية على ما يقارب 30% من الكلمات المتطفلة السنسكريتية ضمن الاستخدام في يومنا هذا.
ومع ذلك، فُضحت نظرية الهجرة الهندو-أريانية باعتبارها عارية عن الصحة وليس لها أدلة ملموسة. كانت بلاد التاميل حول عام 300، تحت تأثير مجموعة من الناس عرفوا باسم كالابراس (Kalabhras). كان الكالابراس بوذيين فازدهر عدد من الكتاب البوذيين في هذه الفترة. شهدت الجاينية والبوذية توسّعًا سريعًا. ربما عكس هؤلاء الكتاب الطبيعة المتزمّتة لمعتقداتهم، منشئين أعمالًا تركّز على المبادئ والأخلاق. ساهم عدد من الشعراء الجاينيين والبوذيين في إنشاء هذه الأعمال التعليمية بالإضافة إلى القواعد وتأليف المعاجم. كما انتمت مجموعة ثمانية عشر المختارات المختصرة (minor eighteen anthology) إلى هذه الحقبة.
وأشهر هذه الأعمال المتعلّقة بالأخلاق هو نص تيروكورال (Tirukkural) لكاتبه ثيروفالوفا (Thiruvalluvar)، وهو عبارة عن كتيّب شامل بالأخلاق، والسياسة والحب، ويضمّ 1330 مربعًا شعريًا أو كورال (kural) مقسمة إلى أقسام كل منها يحوي 10 كورالات: يتناول أول ثمانية وثلاثون منها الأخلاق، أما ثاني سبعين منها عن السياسة، بينما يتناول الباقي الحب.
من الأعمال الأخرى المشهورة في هذه الحقبة: كالافاشي نارباتو (Kaḷavaḻi Nāṟpatu)، ونالاتيار (Nalatiyar)، وإنّا نارباتو (Inna Narpathu)، وإنيافي نارباتو (Iniyavai Narpathu). بالإضافة إلى النصوص الجاينية: نالاتيار وبازاموزي نانورو (Pazhamozhi Nanuru) تضمّ كلّ منها أربعة آلاف قصيدة شعرية كلّ منها يستشهد بمثل ثم يوضّح ذلك بقصة.

### الملاحم القصصية
تعدّ ملحمة قصّة الخلخال أو كيلاباتيكارام (Cilappatikaram) إحدى الأعمال البارزة في الأدب العام لهذه الحقبة. من غير المعلوم من هو كاتب الكلاسيكية كيلاباتيكارام أو تاريخ كتابتها. اشتهر إيانغو أديغال الذي نُسِب إليه هذا العمل بأنه شقيق الملك سنغوتوفان (Senguttuvan) من السلالة الحاكمة شيرا في الحقبة السنغمية.

## أدب العصور الوسطى
كانت العصور الوسطى في الفترة التي حكمت بها السلالة كولا حيث كان جنوب الهند بأكمله تحت سلطة واحدة. في الفترة الممتدّة بين القرن الحادي عشر والثالث عشر، عندما كانت السلالة كولا في أوج قوتها، كانت الغارات الأجنبية قليلة نسبيًّا وعاش شعب التاميل بالأمان والازدهار، ما أتاح الفرصة للناس تبادل الثقافات فيما بينهم، حيث حكم الكولا أغلب جنوب الهند وسريلانكا وتاجر مع الممالك في جنوب شرق آسيا. بنت السلالة الحاكمة كولا عددًا من المعابد، بشكل خاص لإلههم المفضل شيفا ( Siva)، الذي مُجّد في العديد من التراتيل. أصبح البراباندا (Prabhanda) النمط الشعري المسيطر. بدأت الشرائع الدينية لمذاهب الشيفا والفيشنافا (Vaishnava) تتجمّع وتُفرَز بشكل منهجي. جمع نامبي أندار نامبي المعاصر لراجاراجا كولا الأول، ونظّم كتب في الشيفية في أحد عشر كتاب أطلق عليهم التيروموري (Tirumurais).
وُحّد أدب القداسة في الشيفية بالبيريابورانام (Periyapuranam) المعروف أيضًا باسم تيروتوندار بورانام لكاتبه سكيلار (Sekkilar) الذي واكب فترة حكم كولوثونغا كولا الثاني (Kulothunga Chola II) بين عامي 1133 و1150 من الميلاد. كما أُلّفت الكتب الدينية للمذهب الفيشفاني باللغة السنسكريتية خلال هذه الحقبة. إن أحد أعظم كتب التاميل في هذه الفترة هو رامافاثارام (Ramavatharam) لكاتبه كامبان (Kamban) الذي ازدهر خلال فترة حكم كولوتونغا الثالث.